# Waiporia egmont
Waiporia egmont là một loài nhện trong họ Orsolobidae.
Loài này thuộc chi Waiporia. Waiporia egmont được Raymond Robert Forster & Norman I. Platnick miêu tả năm 1985.